# Eridanus Stream
Koordinaten: 62° 38′ S, 61° 1′ W
Der Eridanus Stream (bulgarisch поток Еридан potok Eridan) ein 1,65 km langer Fluss auf der Livingston-Insel im Archipel der Südlichen Shetlandinseln. Im Osten der Byers-Halbinsel fließt er vom Feya Tarn in nördlicher Richtung entlang der Westflanke des Tsamblak Hill zu den Robbery Beaches, wo er westlich des Sparadok Point in die Barclay Bay mündet.
Die bulgarische Kommission für Antarktische Geographische Namen benannte ihn 2020 nach dem Fluss Eridanus aus der griechischen Mythologie.